# Делесер, Валентина

Акварельный портрет Валентины Делесер

Шарлотта Мари Валентина Жозефина Делесер (в девичестве де Лаборд; фр. Charlotte Marie Valentine Joséphine de Laborde Delessert; 1 января 1806 - 13 мая 1894) - друг и возлюбленная французского писателя Проспера Мериме.
Валентина Делесер была внучкой известного финансиста, маркиза Жана-Жозефа де Лаборда, дочерью Александра де Лаборда (1773-1842), политика и археолога, и его жены Терезы де Кабре (1780-1854), а также сестрой политика и археолога Леона де Лаборда. 1 июня 1824 года она вышла замуж за Габриэля Делесера (1786-1858), наследника известной династии банкиров, у них родилось двое детей:
- Эдуард Делесер (1828-1898), художник, археолог и фотограф;
- Сесиль Делесер (1825-1887), ставшая женой Алексиса де Валона (1818-1851), археолога и путешественника.

Мериме познакомился с ней в начале 30-х годов у графа д'Аргу, и их дружба скоро превратилась в любовную связь, тянувшуюся 15 лет.